# Trouville-la-Haule
Trouville-la-Haule és un municipi francès situat al departament de l'Eure i a la regió de Normandia. L'any 2007 tenia 729 habitants.

## Demografia

### Població
El 2007 la població de fet de Trouville-la-Haule era de 729 persones. Hi havia 280 famílies de les quals 53 eren unipersonals (38 homes vivint sols i 15 dones vivint soles), 104 parelles sense fills, 115 parelles amb fills i 8 famílies monoparentals amb fills.
La població ha evolucionat segons el següent gràfic:
Habitants censats

### Habitatges
El 2007 hi havia 349 habitatges, 282 eren l'habitatge principal de la família, 55 eren segones residències i 12 estaven desocupats. 340 eren cases i 2 eren apartaments. Dels 282 habitatges principals, 233 estaven ocupats pels seus propietaris, 44 estaven llogats i ocupats pels llogaters i 5 estaven cedits a títol gratuït; 7 tenien una cambra, 11 en tenien dues, 33 en tenien tres, 101 en tenien quatre i 131 en tenien cinc o més. 202 habitatges disposaven pel capbaix d'una plaça de pàrquing. A 113 habitatges hi havia un automòbil i a 149 n'hi havia dos o més.

### Piràmide de població
La piràmide de població per edats i sexe el 2009 era:
| Homes | Edats   | Dones |
| ----- | ------- | ----- |
| 0     | 95 o +  | 0     |
| 0     | 90 a 94 | 0     |
| 0     | 85 a 89 | 4     |
| 4     | 80 a 84 | 0     |
| 12    | 75 a 79 | 20    |
| 8     | 70 a 74 | 28    |
| 16    | 65 a 69 | 8     |
| 8     | 60 a 64 | 8     |
| 16    | 55 a 59 | 16    |
| 64    | 50 a 54 | 48    |
| 36    | 45 a 49 | 20    |
| 20    | 40 a 44 | 28    |
| 28    | 35 a 39 | 20    |
| 20    | 30 a 34 | 16    |
| 20    | 25 a 29 | 20    |
| 8     | 20 a 24 | 0     |
| 8     | 15 a 19 | 32    |
| 20    | 10 a 14 | 16    |
| 28    | 5 a 9   | 4     |
| 24    | 0 a 4   | 28    |

## Economia
El 2007 la població en edat de treballar era de 486 persones, 351 eren actives i 135 eren inactives. De les 351 persones actives 323 estaven ocupades (186 homes i 137 dones) i 29 estaven aturades (9 homes i 20 dones). De les 135 persones inactives 59 estaven jubilades, 30 estaven estudiant i 46 estaven classificades com a «altres inactius».

### Ingressos
El 2009 a Trouville-la-Haule hi havia 294 unitats fiscals que integraven 776,5 persones, la mediana anual d'ingressos fiscals per persona era de 19.398 €.

### Activitats econòmiques
Dels 23 establiments que hi havia el 2007, 2 eren d'empreses de fabricació d'altres productes industrials, 9 d'empreses de construcció, 1 d'una empresa de comerç i reparació d'automòbils, 1 d'una empresa de transport, 2 d'empreses d'hostatgeria i restauració, 1 d'una empresa immobiliària, 6 d'empreses de serveis i 1 d'una empresa classificada com a «altres activitats de serveis».
Dels 8 establiments de servei als particulars que hi havia el 2009, 1 era un paleta, 2 fusteries, 3 lampisteries i 2 electricistes.
L'any 2000 a Trouville-la-Haule hi havia 41 explotacions agrícoles que ocupaven un total de 550 hectàrees.

## Equipaments sanitaris i escolars
El 2009 hi havia una escola elemental.

## Poblacions més properes
El següent diagrama mostra les poblacions més properes.